# برايان فوستر
برايان فوستر (بالإنجليزية: Brian Foster)‏ هو دراج أمريكي، ولد في 29 يونيو 1972 في ويلمنغتون في الولايات المتحدة.